# PGLYRP1
PGLYRP1 (англ. Peptidoglycan recognition protein 1) – білок, який кодується однойменним геном, розташованим у людей на короткому плечі 19-ї хромосоми. Довжина поліпептидного ланцюга білка становить 196 амінокислот, а молекулярна маса — 21 731.
| 10         |  | 20         |  | 30         |  | 40         |  | 50         |
| ---------- |  | ---------- |  | ---------- |  | ---------- |  | ---------- |
| MSRRSMLLAW |  | ALPSLLRLGA |  | AQETEDPACC |  | SPIVPRNEWK |  | ALASECAQHL |
| SLPLRYVVVS |  | HTAGSSCNTP |  | ASCQQQARNV |  | QHYHMKTLGW |  | CDVGYNFLIG |
| EDGLVYEGRG |  | WNFTGAHSGH |  | LWNPMSIGIS |  | FMGNYMDRVP |  | TPQAIRAAQG |
| LLACGVAQGA |  | LRSNYVLKGH |  | RDVQRTLSPG |  | NQLYHLIQNW |  | PHYRSP     |

A: Аланін

C: Цистеїн

D: Аспарагінова кислота

E: Глутамінова кислота

F: Фенілаланін

G: Гліцин

H: Гістидин

I: Ізолейцин

K: Лізин

L: Лейцин

M: Метіонін

N: Аспарагін

P: Пролін

Q: Глутамін

R: Аргінін

S: Серин

T: Треонін

V: Валін

W: Триптофан

Кодований геном білок за функціями належить до антибіотиків, антимікробних білків. 
Задіяний у таких біологічних процесах, як імунітет, вроджений імунітет. 
Секретований назовні.